# الحب والحضارة
الحب والحضارة (الإنجليزية: Eros and Civilization) هو كتاب صدر عام 1955 للفيلسوف والناقد الاجتماعي الأمريكي الألماني هربرت ماركوز، وفيه يقدّم الكاتب مُقتَرَحًا لمجتمعٍ غير قمعي، ويحاول خلق توليفة من نظريات كارل ماركس وسيغموند فرويد، كما يبحث في احتمالية أن تكون الذاكرة الجمعية مصدرًا للعصيان والثورة، وأن ترسم الطريق إلى مستقبل بديل.
```
يُلمِّح ماركوز في العنوان إلى كتاب فرويد «الحضارة وسخطها» الصادر في عام 1930، وفي الطبعة الثانية التي صدرت عام 1966، تضمّن الكتاب «مقدمة سياسية».
```

جلب هذا الكتاب الشهرة الدولية لماركوز، ويعد أحد أشهر أعماله، وقد قيّمه ماركوز وكثير من المعلقين على أنه أهم كتبه، كما كان يُنظَر إليه على أنه تطوير لمحاولة سابقة سعت لتشكيل نظرية ماركسية ونفسية تحليلية من قبل المحلل النفسي فيلهلم رايش، ويُقال بأنه يكشف تأثير الفيلسوف مارتن هايدغر.
ساعد الكتاب في تشكيل الثقافات الفرعية في الستينات، كما أثر على حركة تحرر المثليين، وساهم مع كتب أخرى عن فرويد، مثل: الكتاب الكلاسيكي للكاتب والفيلسوف نورمان براون «الحياة ضد الموت»، وكتاب الفيلسوف بول ريكور «فرويد والفلسفة»، في وضع فرويد في مركز التحقيق الأخلاقي والفلسفي. 
يُنسَب إلى ماركوز تقديمه لنقد مقنع للفرويدية الحديثة، لكنه يُنتَقد لكونه طوباويًا في مقاصده، ولسوء تفسيره نظريات فرويد، وقد أشار بعض المعلقون أيضًا إلى أن سعيه لتشكيل نظرية ماركسية فرويدية هو أمر مستحيل.

## الملخص

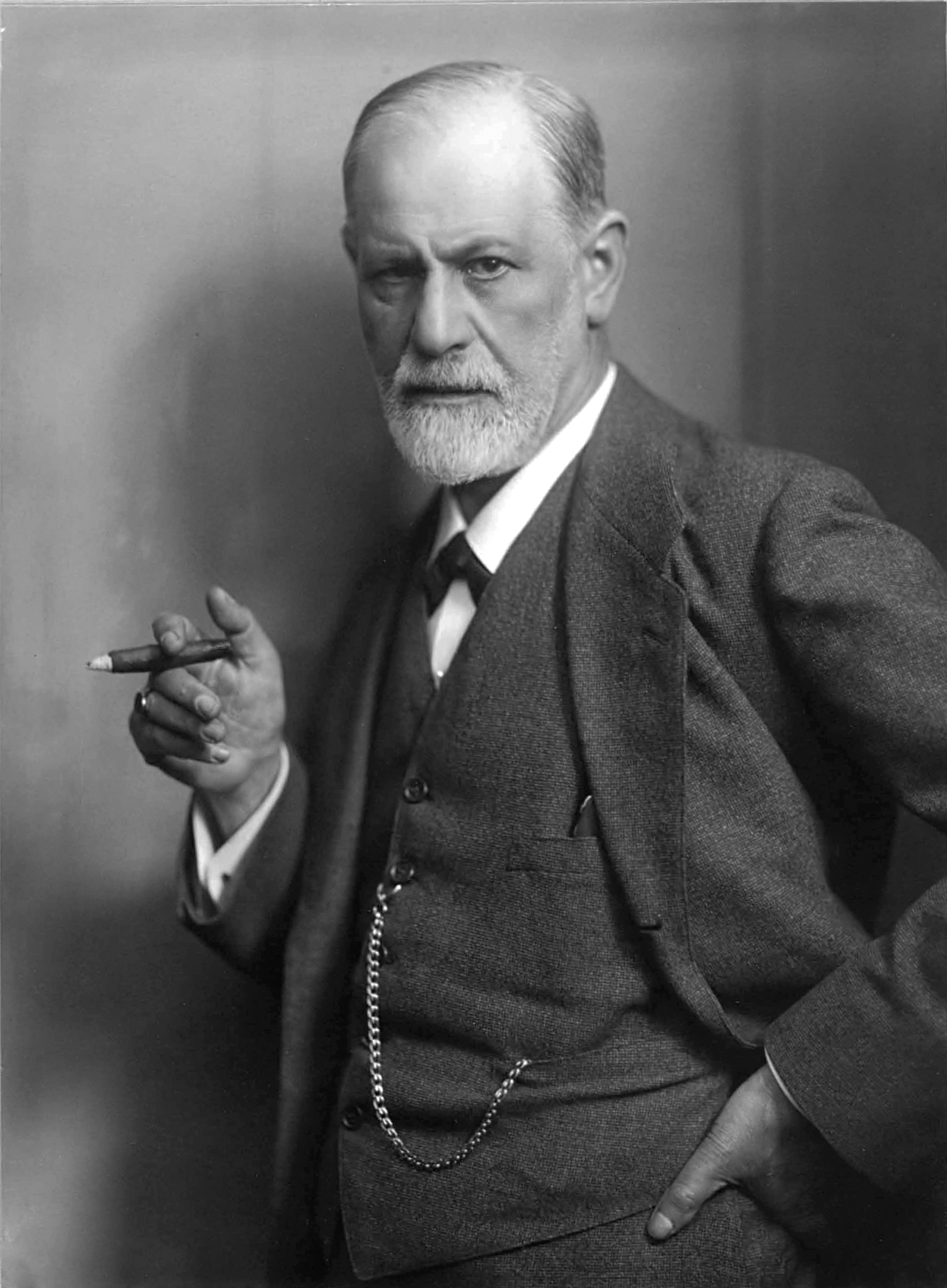
صورة فوتوغرافية لسيغموند فرويد

كتب ماركوز في مقدمة كتابه أنّ العنوان «الحب والحضارة» يعبر عن وجهة نظر متفائلة؛ بأن إنجازات المجتمع الصناعي الحديث ستجعل من الممكن استخدام موارد المجتمع لخلق «عالم بشري منسجم مع غرائز الحياة، في النضال المتضافر ضد بائعي الموت»، واختتم بالمقدمة بكلمات «الكفاح السياسي اليوم هو الكفاح من أجل الحياة، والكفاح من أجل الحب».
```
يناقش ماركوز المعنى الاجتماعي لعلم الأحياء، حيث يُنظَر إلى التاريخ فيه كنضال ضد كبت غرائزنا، وليس كصراع طبقي، ويجادل بأنّ «المجتمع الصناعي المتقدم» (الرأسمالية الحديثة) يمنعنا من الوصول إلى مجتمعٍ غير قمعيٍّ «بالاعتماد على تجربة مختلفة جوهريًا للوجود، وعلاقة مختلفة جوهريًا بين الإنسان والطبيعة، وعلاقات وجودية عامة مختلفة جوهريًا»، وهو يؤكد أن حجة فرويد القائلة بأنّ الحضارة تحتاج إلى الكبت لتستمر خاطئة، وأنّ إيروس –رغبة الحياة- مفهوم محرِّر وبنَّاء.
[
2
]
```

يبدأ ماركوز بالنزاع الذي وصفه فرويد بكتابه «الحضارة وسخطها» -الصراع بين الغرائز البشرية وضمير القمع (الأنا العليا)، وهو قمع ذاتي يحاول اتباع أعراف المجتمع وقواعده، حيث يقول فرويد: «إن حضارتنا -بشكلٍ عامٍ- تتأسس على قمع الغرائز»، فالجنس ينتج الطاقة، وتحديده يكون لتوجيه الطاقة نحو التقدم -ولكن سعر ذلك هو انتشار الذنب بدلًا من السعادة، و«التقدم» بالنسبة لماركوز، هو مفهوم يقدم تفسيرًا وتبريرًا لسبب وجوب استمرار النظام؛ هو سبب التضحية بسعادة الناس.
ويجادل ماركوز بأنّ الصراع العصي ليس بين العمل (مبدأ الحقيقة [الحياة بدون الترفيه])، وإيروس (مبدأ المتعة [الترفيه واللذة])، ولكن بين الاغتراب الوظيفي (مبدأ الإنجاز [التقسيم الطبقي الاقتصادي]) وإيروس، فالجنس مسموح للأشخاص الأفضل (الرأسماليين وأصحاب النفوذ)، بينما يكون مسموح للعاملين فقط عند عدم التأثير على الإنجاز، ويعتقد ماركوز بأن المجتمع الاشتراكي يمكنه أن يكون مجتمعًا دون الحاجة إلى مبدأ الإنجاز وبدون كبت دوافعنا الجنسية بنفس القوة.
يناقش ماركوز أهمية مفهوم اللوغوس (العقل)، ويجادل بأنه مفهوم بناء أيضًا، ويجب أن يتكامل مع الإيروس، وبالنسبة إليه، يحكم اللوغوس العالم.
تعتمد حجة ماركوز على افتراض أن الغرائز يمكن تشكيلها من خلال الظواهر التاريخية مثل القمع، ويتوصل في النهاية إلى أن مشاكل مجتمعنا غير ناجمة عن القمع البيولوجي نفسه بل عن ازدياده بسبب «الكبت المفرط» الناتج عن المجتمع المعاصر.
ناقش ماركوز آراء الفلاسفة إيمانويل كانت وفريدريك شيلر، وانتقد الطبيب النفسي كارل يونغ، ووصف علم النفس خاصّته بأنه ميثولوجيا ظلامية حديثة.

## تلقي الكتاب

### في وسائل الإعلام الرئيسية
تلقى الكتاب تعليقات إيجابية من الفيلسوف أبراهام إديل في مجلة «ذا نيشن»، ومن مؤرخ العلوم روبرت م. يونغ في مجلة «نيو ستيتسمان»، كما نوقش الكتاب أيضًا من قبل الناقدة والمخرجة والروائية سوزان سونتاج في ملحق صحيفة «كولومبيا سبيكتاتور»، كما ذُكِر ضمن مراجعات «تشويس» من قبل عدة معلقين، وفي مجلة «ذا نيو كريتيريون» من قبل الناقد الأدبي روجر كيمبل.
أشار إديل إلى تفريق ماركوز بين أية أجزاء من العبء -الذي تضعه الحضارة القمعية على الدوافع الجوهرية- كانت ضروريةً بسبب احتياجات البقاء، وبين تلك التي تخدم مصالح الهيمنة لكنها الآن غير ضرورية بسبب التقدم العلمي في العصر الحديث، وأيضًا إلى اقتراحه أية تغيرات في المواقف الثقافية ستنتج عن تخفيف النظرة القمعية.
وصف يونغ الكتاب بأنه مهم وصريح، وكتب أن استنتاجات ماركوز حول «القمع المفرط» قد حولت فرويد إلى «ماركس حِسِّي»، كما أشار إلى «الهجوم المدمر» لماركوز على آراء الفرويديين الجدد؛ إريك فروم، وكارين هورني، وهاري ستاك سوليفان، مع الإبقاء على فكرة أنهم مع ماركوز أيضًا خلطوا بين «الإيديولوجية والواقع»، وقلصوا من شأن «المجال البيولوجي»، إلا أنه رحب برأي ماركوز الذي قال: «التمييز بين التصنيفات النفسية والسياسية قد أصبح باليًا بسبب وضع الإنسان في العصر الحالي».
كتبت سونتاج بأنه وكتاب براون «الحياة مقابل الموت» مثَّلوا اهتمامًا حديثًا بالأفكار الفرويدية، كما كشفوا بأن معظم الأعمال السابقة حول فرويد في الولايات المتحدة غير ذات صلة أو سطحية.
في مراجعات تشويس: كتب هـ. تاتل أن «الحب والحضارة» لا يمكن فهمه بشكل صحيح دون قراءة عمل ماركوز الأسبق «نظرية الوجود عند هيجل: أساس الفلسفة التاريخية»، كما كتب بيرتمان أن الكتاب كان مثيرًا وله دور كبير بتأثير ماركوز في الستينات والسبعينات.
صنّف كيمبل «الحب والحضارة» و«الرجل ذو البعد الواحد» على أنها كتب ماركوز الأكثر تأثيرًا، وكتب بأن آراء ماركوز موازية لآراء نورمان براون، على الرغم من اختلاف النبرة بينهما، ولكنه رفض أفكار ماركوز وبراون باعتبارها خاطئة وضارة.

### في المنشورات الاشتراكية
تلقى الكتاب مراجعة متباينة من الكاتب الماركسي بول ماتيك في مجلة «ويسترن سوشاليست»، كما ناقش الكتاب ستيفن جيه وايتفيلد في مجلة «ديسينت».

### في المجلات الأكاديمية
راجع بول نايبيرغ الكتاب في دورية هارفرد للمراجعة، كما راجع عالم الاجتماع كيرت هاينريش وولف الكتاب في الدورية الأمريكية لعلم الاجتماع، كما تلقى الكتاب لاحقًا مراجعة متباينة من قبل باربرا سيلارنت (اسم مستعار).

## روابط خارجية
- الحب والحضارة على موقع الموسوعة البريطانية (الإنجليزية)